# Балкански куп у фудбалу за репрезентације 1935.
Балкански куп 1935. (буг. Балканска национална купа 1935, енгл. 1935 Balkan Cup) је био шести фудбалски турнир Балканског купа. Учествовале су репрезентације Југославије, Грчке, Бугарске и Румуније и Југославија је победила. На крају турнира, Југославија је проглашена за победника због бољег просека голова (стандардни тај-брејк у то време), Бугарска је протестовала, наводећи да би се, да је утакмица између Југославије и Румуније редовно завршила, можда променио скор голова, али је након једногодишње процедуре протест одбијен и Југославија је остала победник. Домаћин турнира била је Бугарска. Најбољи стрелац био је Љубомир Ангелов из Бугарске са 6 голова у виду два хет-трика.

## Коначна табела
| Pos | Тим         | О | П | Н | И | ГД | ГП | ГР | Бод. | Qualification |
| --- | ----------- | - | - | - | - | -- | -- | -- | ---- | ------------- |
| 1   | Југославија | 3 | 2 | 1 | 0 | 11 | 4  | +7 | 5    | Победник      |
| 2   | Бугарска    | 3 | 2 | 1 | 0 | 12 | 5  | +7 | 5    |               |
| 3   | Грчка       | 3 | 0 | 1 | 2 | 5  | 13 | −8 | 1    |               |
| 4   | Румунија    | 3 | 0 | 1 | 2 | 2  | 8  | −6 | 1    |               |

## Утакмице
| Бугарска                                        | 5 : 2    | Грчка          |
| ----------------------------------------------- | -------- | -------------- |
| Пешев 23’ · Ангелов 26’, 28’, 63’ · Лозанов 68’ | Извештај | Хумис 21’, 74’ |

| Румунија | 0 : 2    | Југославија                  |
| -------- | -------- | ---------------------------- |
|          | Извештај | Марјановић 33’ · Секулић 56’ |

| Бугарска                                                        | 4 : 0    | Румунија |
| --------------------------------------------------------------- | -------- | -------- |
| Лозанов 11’ · Јорданов 33’ · Пешев 49’ · Сучитулеску 62’ (а.г.) | Извештај |          |

| Грчка        | 1 : 6    | Југославија                                                              |
| ------------ | -------- | ------------------------------------------------------------------------ |
| Балтасис 49’ | Извештај | Живковић 31’, 70’ · Марјановић 33’ · Вујадиновић 49’ · Глишовић 81’, 83’ |

| Грчка          | 2 : 2    | Румунија                |
| -------------- | -------- | ----------------------- |
| Хумис 10’, 15’ | Извештај | Бодола 26’ · Грујин 26’ |

| Бугарска              | 3 : 3    | Југославија                          |
| --------------------- | -------- | ------------------------------------ |
| Ангелов 25’, 28’, 66’ | Извештај | Марјановић 2’ · Вујадиновић 19’, 75’ |

## Победник
| Куп Балкана 1935.            |
| ---------------------------- |
| · Југославија · Друга титула |

## Статистика
- Састав Југославије против Румуније 2 : 0

Репрезентација Краљевине Југославије: Фрањо Глазер, Бернард Хигл, Јозо Матошић, Милорад Арсенијевић, Иван Гајер, Густав Лехнер, Вилмос Шипош, Александар Живковић, Благоје Марјановић, Бранислав Секулић, Светислав Глишовић. Селектор: Бошко Симоновић
- Састав Југославије против Грчке 6 : 1

Репрезентација Краљевине Југославије: Фрањо Глазер, Бернард Хигл, Јозо Матошић, Милорад Арсенијевић, Иван Гајер, Густав Лехнер, Вилмош Шипош, Александар Живковић, Благоје Марјановић, Ђорђе Вујадиновић, Светислав Глишовић. Селектор: Бошко Симоновић 
- Састав Југославије против Бугарске 3 : 3

Репрезентација Краљевине Југославије: Фрањо Глазер, Бернард Хигл, Јозо Матошић, Милорад Арсенијевић, Иван Гајер, Густав Лехнер, Вилмош Шипош, Александар Живковић, Благоје Марјановић, Ђорђе Вујадиновић, Светислав Глишовић. Селектор: Бошко Симоновић 

### Стрелци голова
Укупно је постигнуто  30 голова у 6 утакмица, с просеком од 5 гола по утакмици.
6 голова
- Љ. Ангелов

4 гола
- К. Хумис

3 гола
- Б. Марјановић
- Ђ. Вујадиновић

2 гола
- А. Пешев.
- М. Лозанов
- А. Живковић
- С. Глишовић

1 гол
- В. Јорданов
- Б. Секулић
- М. Балтасис
- Ј. Бодола
- Л. Грујин

1 аутогол
- П. Сучитулеску (против Бугарске)

## Белешка
1. ↑  Утакмица је прекинута при резултату 0 : 2 у 78. минуту због невремена и грмљавине[1]
2. ↑  На крају турнира Југославија је проглашена за победника због бољег просека голова (стандардни тај-брејкер у то време) и добила је трофеј. Бугарска је протестовала, наводећи да се којим случајем утакмица између Југославије и Румунија завршила регуларно, постојала би могућност да би се променио рекорд датих голова, па су предложили да се одигра додатни меч за титулу и трофеј. После десет месеци, комитет Балканског купа одлучио је да такав меч би требало да се игра, јер су протоколи и документи који су утврђивали прописе за 1935. годину били нестали и нису могли да се пронађу. Југославија је одбила да игра такву утакмицу, наводећи више није била заинтересована и после чега је Октав Лукиде (Румунски секретар комитета Балканског купа), послао трофеј бугарима, маја 1936. десет дана пре почетка новог издања из 1936, а оно је играно без Југославије. Бугарска, као нови победник за 1935. годину, донела је трофеј (који је прешао у руке победнику сваког новог издања) у Румунију.[4]